# Elżbieta Sobolewska (tłumaczka)
Elżbieta Sobolewska – polska tłumaczka literatury pięknej z języka węgierskiego.

## Życiorys
Ukończyła hungarystykę Uniwersytetu Warszawskiego. Zajmuje się tłumaczeniem literatury węgierskiej na język polski oraz jej popularyzacją. Tłumaczyła dzieła takich pisarzy, jak Péter Esterházy, László Krasznahorkai, Imre Kertesz, Peter Nádas czy Árpád Göncz. Jej teksty na temat literatury węgierskiej ukazały się m.in. w „Literaturze na Świecie”, „Nowych Książkach” czy „Gazecie Wyborczej”. Pracuje także jako redaktorka i koordynatorka projektów wydawniczych.
Została wyróżniona nagrodą im. Milána Füsta za całokształt pracy translatorskiej. Jej przekład powieści Pamięć Nádasa otrzymał Literacką Nagrodę Europy Środkowej Angelus za przekład (2018), a także został nominowany do Nagrody Prezydenta Miasta Gdańska za Twórczość Translatorską im. Tadeusza Boya-Żeleńskiego (2019).
Związana z Warszawą.